# Miyajima-chō
Miyajima (宮島町, Miyajima-chō, lit. « bourg de l'île sanctuaire ») était un bourg situé sur l'île d'Itsuku (aussi nommée Miyajima), dans la mer intérieure de Seto (Setonaikai), préfecture d'Hiroshima, région de Chūgoku, dans l'ouest du Japon. Il a été incorporé dans la ville de Hatsukaichi en 2005.

## Géographie
Le bourg de Miyajima est peuplée de 2 018 habitants (2003). L'accès à l'île se fait par ferry ; le terminal de Miyajimaguchi est directement desservi depuis le centre d'Hiroshima par une ligne de tramway et la ligne principale Sanyō de la JR West. Des liaisons directes par ferry se font également depuis le port d'Hiroshima.

## Histoire
En 1889, le bourg d'Itsukushima (厳島町, Itsukushima-chō) est officiellement créé dans la préfecture de Hiroshima établie en 1876 par le gouvernement de Meiji,. Il prend le nom de bourg de Miyajima en 1950. Cinquante-cinq ans plus tard, il est incorporé dans la ville de Hatsukaichi.

## Événements spéciaux
Les matsuri (festivals) et événements principaux sont les suivants :
- 11 février : festival des huîtres de Miyajima[3] ;
- 15 avril et 15 novembre : rite de marche sur le feu par les moines de l'île[4] ;
- 16 juin : Kangensai (festival nautique)[5] ;
- 14 août : festival pyrotechnique[6] ;
- 31 décembre : Chinkasai[7] (festival du feu).